# باريلوتشي

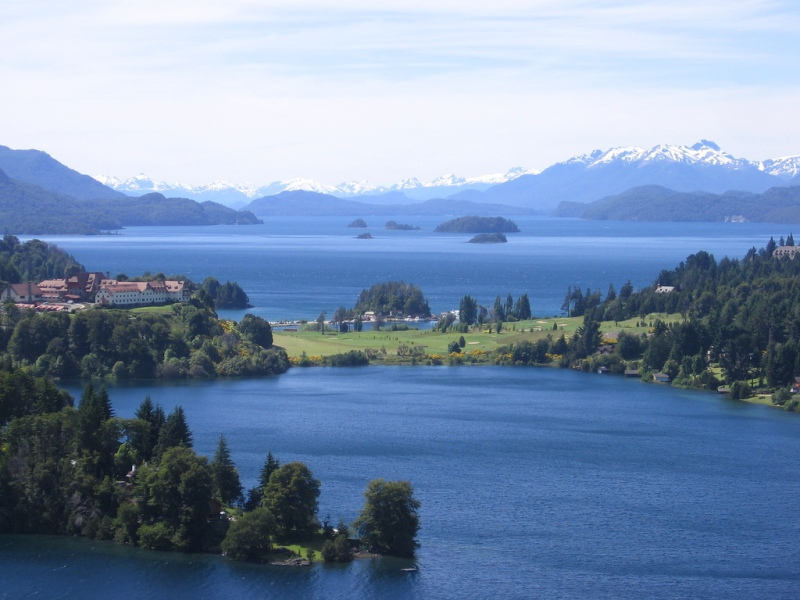

باريلوتشي أو سان كارلوس دي باريلوتشي (بالإسبانية: San Carlos de Bariloche)‏ إحدى مدن الأرجنتين، وهي من أكثر المدن في الجنوب اهتماما بالسياحة حيث تمثل لوناً مختلفاً من ألوان الجمال الأرجنتيني الساحر، تقع باريلوتشي في جنوب الأرجنتين على طول سلسلة جبال الأنديز التي تفصل الأرجنتين عن تشيلي، وتحاذيها بحيرة واحدة من عدة بحيرات بين الجبال والتلال أشهرها بحيرة ناهويل هوابي وهي كلمة هندية تعني جزيرة النمر.

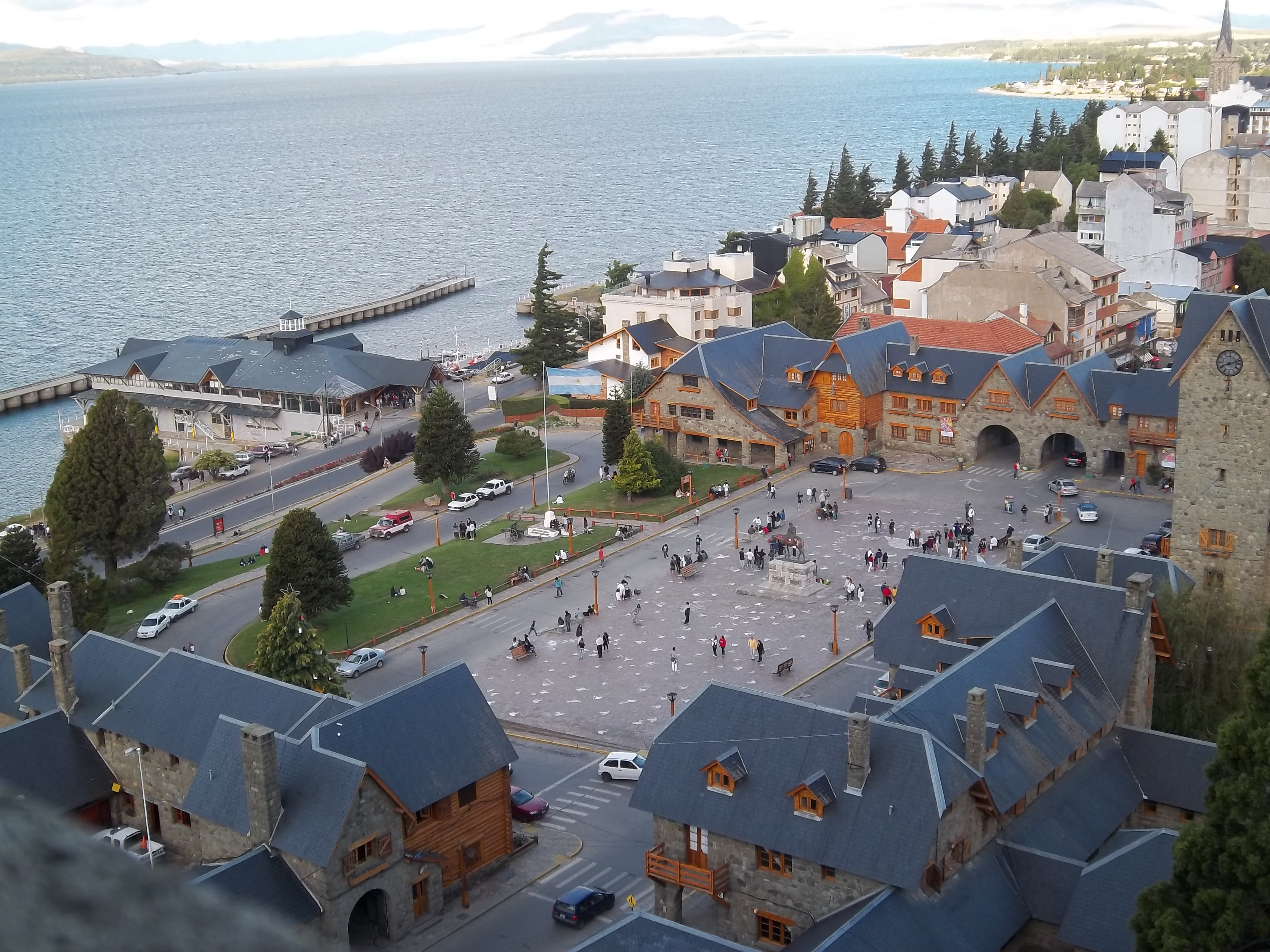
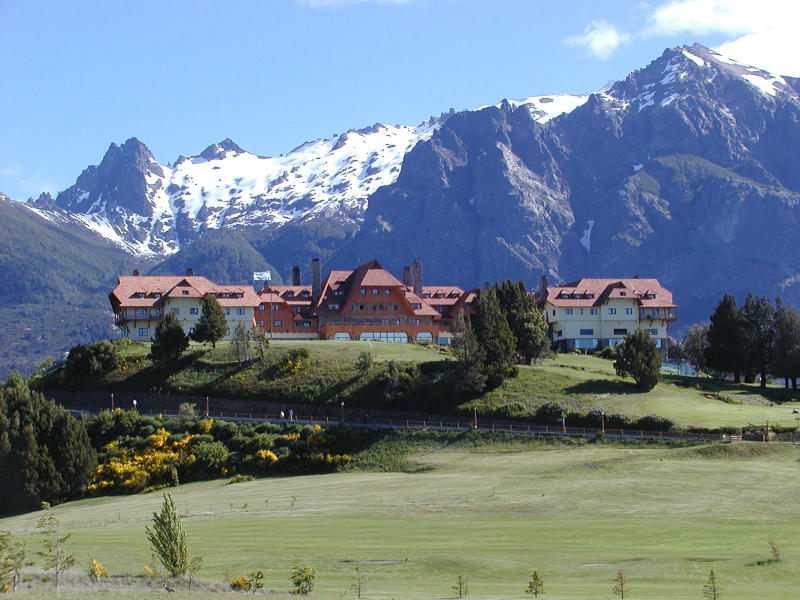
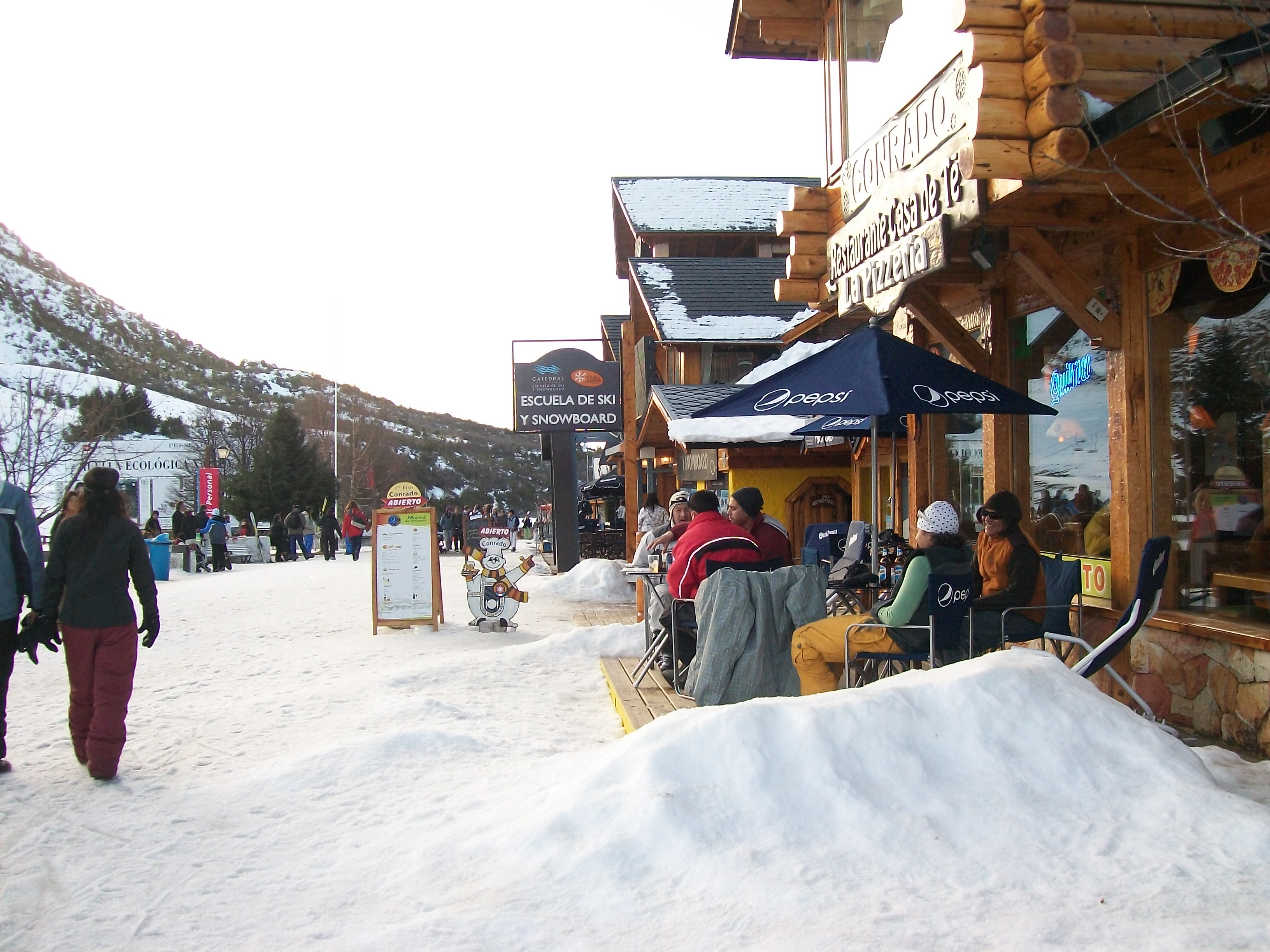

## المناخ
يظهر الجدول التالي التغييرات المناخية على مدار السنة لباريلوتشي:
| البيانات المناخية لـباريلوتشي | البيانات المناخية لـباريلوتشي | البيانات المناخية لـباريلوتشي | البيانات المناخية لـباريلوتشي | البيانات المناخية لـباريلوتشي | البيانات المناخية لـباريلوتشي | البيانات المناخية لـباريلوتشي | البيانات المناخية لـباريلوتشي | البيانات المناخية لـباريلوتشي | البيانات المناخية لـباريلوتشي | البيانات المناخية لـباريلوتشي | البيانات المناخية لـباريلوتشي | البيانات المناخية لـباريلوتشي | البيانات المناخية لـباريلوتشي |
| الشهر | يناير                         | فبراير                        | مارس                          | أبريل                         | مايو                          | يونيو                         | يوليو                         | أغسطس                         | سبتمبر                        | أكتوبر                        | نوفمبر                        | ديسمبر                        | المعدل السنوي                 |
| --- | ----------------------------- | ----------------------------- | ----------------------------- | ----------------------------- | ----------------------------- | ----------------------------- | ----------------------------- | ----------------------------- | ----------------------------- | ----------------------------- | ----------------------------- | ----------------------------- | ----------------------------- |
| الدرجة القصوى °م (°ف) | 34.4 (93.9)                   | 35.4 (95.7)                   | 34.4 (93.9)                   | 26.3 (79.3)                   | 22.6 (72.7)                   | 19.4 (66.9)                   | 16.7 (62.1)                   | 19.6 (67.3)                   | 22.5 (72.5)                   | 29.1 (84.4)                   | 31.5 (88.7)                   | 33.9 (93.0)                   | 35.4 (95.7)                   |
| متوسط درجة الحرارة الكبرى °م (°ف) | 22.6 (72.7)                   | 23.0 (73.4)                   | 19.7 (67.5)                   | 14.6 (58.3)                   | 10.2 (50.4)                   | 6.9 (44.4)                    | 6.7 (44.1)                    | 8.3 (46.9)                    | 11.5 (52.7)                   | 14.8 (58.6)                   | 17.9 (64.2)                   | 20.5 (68.9)                   | 14.7 (58.5)                   |
| المتوسط اليومي °م (°ف) | 15.0 (59.0)                   | 14.8 (58.6)                   | 11.9 (53.4)                   | 7.9 (46.2)                    | 4.9 (40.8)                    | 2.9 (37.2)                    | 2.1 (35.8)                    | 3.0 (37.4)                    | 5.1 (41.2)                    | 8.0 (46.4)                    | 10.8 (51.4)                   | 13.5 (56.3)                   | 8.3 (46.9)                    |
| متوسط درجة الحرارة الصغرى °م (°ف) | 6.6 (43.9)                    | 6.3 (43.3)                    | 4.7 (40.5)                    | 2.3 (36.1)                    | 0.6 (33.1)                    | −0.6 (30.9)                   | −1.6 (29.1)                   | −1.1 (30.0)                   | −0.2 (31.6)                   | 1.8 (35.2)                    | 3.7 (38.7)                    | 5.9 (42.6)                    | 2.4 (36.3)                    |
| أدنى درجة حرارة °م (°ف) | −5.7 (21.7)                   | −6.9 (19.6)                   | −10.0 (14.0)                  | −11.1 (12.0)                  | −11.4 (11.5)                  | −21.1 (−6.0)                  | −25.4 (−13.7)                 | −16.7 (1.9)                   | −17.3 (0.9)                   | −10.7 (12.7)                  | −7.0 (19.4)                   | −8.5 (16.7)                   | −25.4 (−13.7)                 |
| الهطول مم (إنش) | 10.0 (0.39)                   | 15.3 (0.60)                   | 35.2 (1.39)                   | 58.9 (2.32)                   | 130.1 (5.12)                  | 170.1 (6.70)                  | 122.1 (4.81)                  | 101.4 (3.99)                  | 56.5 (2.22)                   | 49.4 (1.94)                   | 29.3 (1.15)                   | 23.4 (0.92)                   | 801.7 (31.56)                 |
| متوسط تساقط الثلوج سم (إنش) | 0.0 (0.0)                     | 0.5 (0.2)                     | 0.0 (0.0)                     | 3.4 (1.3)                     | 7.0 (2.8)                     | 32.4 (12.8)                   | 41.7 (16.4)                   | 22.9 (9.0)                    | 6.2 (2.4)                     | 5.8 (2.3)                     | 0.2 (0.1)                     | 0.0 (0.0)                     | 120.1 (47.3)                  |
| متوسط أيام هطول الأمطار (≥ 0.1 mm) | 3.7                           | 3.4                           | 6.7                           | 8.2                           | 13.6                          | 16.1                          | 14.0                          | 13.0                          | 9.1                           | 8.3                           | 5.4                           | 4.6                           | 106.1                         |
| متوسط الأيام المثلجة | 0.0                           | 0.1                           | 0.0                           | 0.5                           | 1.3                           | 5.1                           | 5.9                           | 4.4                           | 2.0                           | 1.6                           | 0.3                           | 0.1                           | 21.3                          |
| متوسط الرطوبة النسبية (%) | 54.1                          | 54.8                          | 62.4                          | 69.8                          | 76.4                          | 80.2                          | 78.9                          | 75.9                          | 68.2                          | 62.5                          | 57.7                          | 54.9                          | 66.3                          |
| ساعات سطوع الشمس الشهرية | 347.2                         | 277.2                         | 251.1                         | 186.0                         | 136.4                         | 111.0                         | 117.8                         | 155.0                         | 192.0                         | 251.1                         | 309.0                         | 334.8                         | 2٬668٫6                       |
| نسبة وصول أشعة الشمس | 75                            | 72                            | 65                            | 56                            | 45                            | 39                            | 40                            | 47                            | 54                            | 61                            | 71                            | 72                            | 58                            |
| المصدر #1: Servicio Meteorológico Nacional (temperatures, precipitation and humidity 1981–2010, July record low, February record high)                                 |                               |                               |                               |                               |                               |                               |                               |                               |                               |                               |                               |                               |                               |
| المصدر #2: Instituto Nacional de Tecnología Agropecuaria (rain and snow data 1951–1990), NOAA (sun 1961–1990), Oficina de Riesgo Agropecuario (extremes 1991–present), |                               |                               |                               |                               |                               |                               |                               |                               |                               |                               |                               |                               |                               |

## توأمة
لباريلوتشي اتفاقيات توأمة مع كل من:
- سان موريتز
- أسبن
- لامسانا
- بويرتو فاراس
- سيستريير
- أوسورنو
- بويرتو مونت
- كوينزتاون
- لاكويلا

## أعلام
- غوستافو إيزكيرا
- خافيير كوريا
- ميغيل كوريا
- إميليو فراي
- مارسيلو مارتينيز
- فاوستو جريلو
- والتر شرايبر